# Église chrétienne réformée en Amérique du Nord
Pour les articles homonymes, voir Amérique du Nord (homonymie).
La Christian Reformed Church in North America (Église chrétienne réformée en Amérique du Nord) est une Église protestante de tradition calviniste implantée aux États-Unis. Elle est née au début du XIXe siècle dans l'immigration néerlandaise.
Elle est membre de la Communion mondiale d'Églises réformées. Elle compte environ 222 156 membres répartis entre 1 072 paroisses aux États-Unis et au Canada.